# Bonjeania bapsis
Bonjeania bapsis är en tvåvingeart som beskrevs av Shaun L. Winterton 2007. Bonjeania bapsis ingår i släktet Bonjeania och familjen stilettflugor. Inga underarter finns listade.